# コングクス

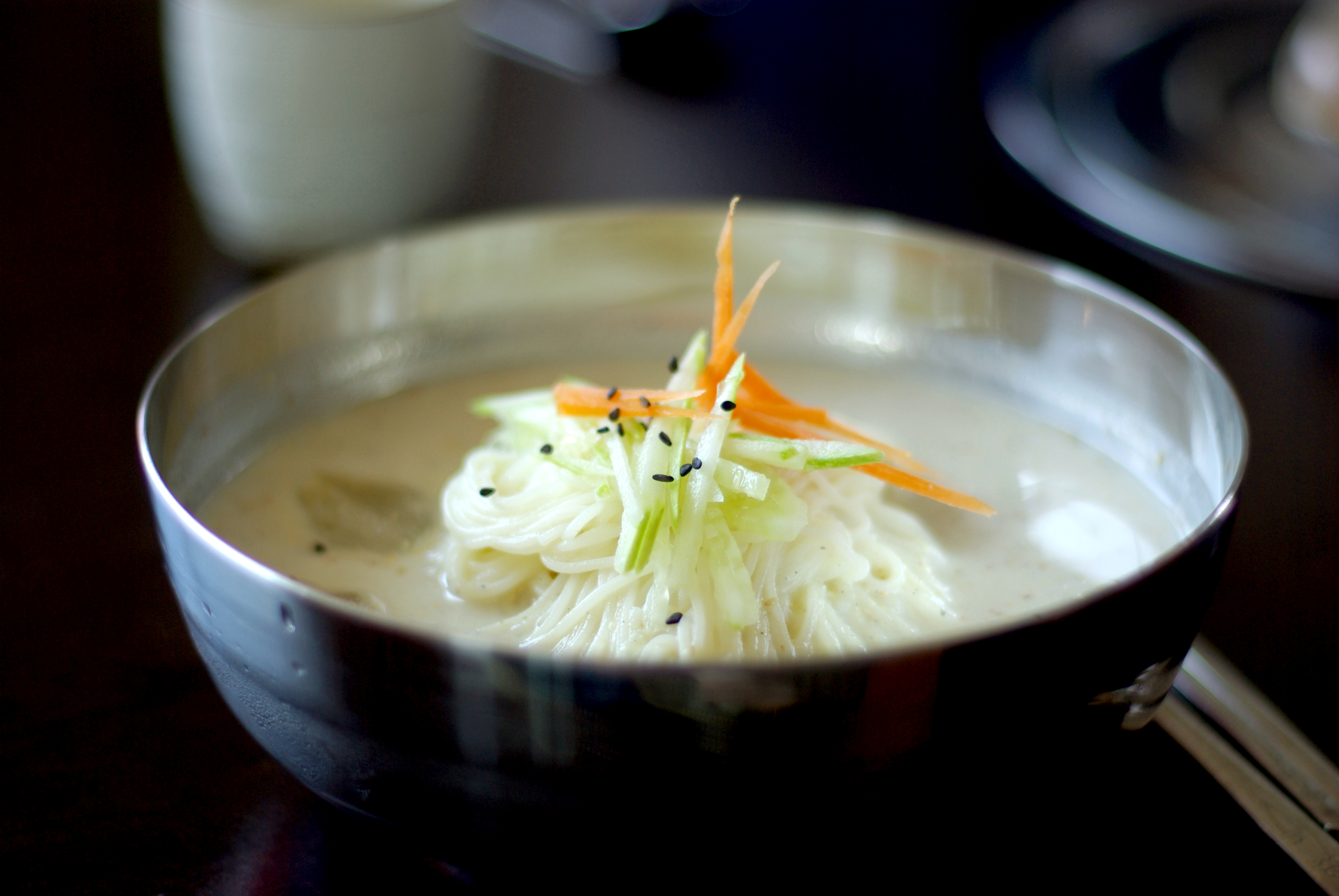
コングㇰス

コングㇰス（콩국수）は、冷たく冷やされた豆乳のスープに麺を入れて食べる朝鮮料理である。

## 解説
食堂では夏限定のメニューとして提供される店が多い。
コンは豆、グㇰスは麺を意味する。
肉類は使用せず、精進料理としても普及した。
大豆ではなく黒豆を使ったコムンコングㇰスもある。
全羅道ではコンムルグㇰス（コンムルは豆乳）とも呼ばれ、塩味ではなく砂糖味にする風習がある。

## 作り方
大豆をゆでて搾ったものをスープにし、麺は小麦でもちもちの食感がある。そしてトマトやキュウリなどをトッピングして食べる。 香ばしい風味を生かすために、一般的に、塩や砂糖をまぶして食べる。